# Thierry de Looz-Corswarem
Thierry graaf de Looz-Corswarem (Elsene, 8 oktober 1932 - 12 maart 2021) was een Belgisch politicus en lid van het Brussels Hoofdstedelijk Parlement.

## Levensloop
Graaf Thierry de Looz-Corswarem was beroepshalve bankier. 
Bij de gemeenteraadsverkiezingen van 1964 kwam de Looz-Corswarem als katholieke verruimingskandidaat op voor de liberale PLP-lijst in Elsene. Hij werd verkozen in de gemeenteraad en bleef er zetelen tot in 2000. Hij was ook een tijdlang schepen van de stad, een functie die hij uitoefende tot in 1988. 
De Looz-Corswarem verliet kort na de gemeenteraadsverkiezingen van 1988 de PLP/PRL en stapte niet veel later over naar het extreemrechtse Front National. Van 1989 tot 1999 zetelde hij voor deze partij in het Brussels Hoofdstedelijk Parlement.
In zijn vrije tijd was de Looz-Corswarem actief als kunstverzamelaar en stelde hij een uitgebreide collectie van Europese sierkunst uit de 18e en 19e eeuw en Aziatische kunst samen. Deze schonk hij in 2015 aan de Koning Boudewijnstichting en de Aziatische kunstwerken werden ter beschikking gesteld van het Museum Kunst & Geschiedenis in Brussel. Tezelfdertijd richtte hij in samenwerking met de Koning Boudewijnstichting een fonds op om roerend cultuur erfgoed te beschermen en financiële middelen ter beschikking te stellen om de aankoop van openbare collecties met kunstvoorwerpen en documenten uit de periode 1550-1850 voor musea mogelijk te maken.